# Deutsche Badmintonmeisterschaft 1986
Die Deutsche Badmintonmeisterschaft 1986 fand vom 31. Januar bis zum 2. Februar 1986 in Hof statt.

## Medaillengewinner
| Disziplin    | Gold                                                                    | Silber                                                                  | Bronze                                                                              |
| ------------ | ----------------------------------------------------------------------- | ----------------------------------------------------------------------- | ----------------------------------------------------------------------------------- |
| Herreneinzel | Uwe Scherpen (FC Langenfeld)                                            | Michael Ferlings (FC Bayer 05 Uerdingen)                                | Rolf Rüsseler (SG Siemens Erlangen)                                                 |
| Herreneinzel | Uwe Scherpen (FC Langenfeld)                                            | Michael Ferlings (FC Bayer 05 Uerdingen)                                | Hans-Georg Fischedick (Bottroper BG)                                                |
| Dameneinzel  | Kirsten Schmieder (OSC 04 Rheinhausen)                                  | Heidi Krickhaus (STC Blau-Weiß Solingen)                                | Birgit Schilling (SV Fortuna Regensburg)                                            |
| Dameneinzel  | Kirsten Schmieder (OSC 04 Rheinhausen)                                  | Heidi Krickhaus (STC Blau-Weiß Solingen)                                | Eva-Maria Zwiebler (1. DBC Bonn)                                                    |
| Herrendoppel | Thomas Künstler (TV Mainz-Zahlbach) Stefan Frey (TV Mainz-Zahlbach)     | Harald Klauer (1. DBC Bonn) Guido Schänzler (TTC Brauweiler 1948)       | Roland Maywald (1. DBC Bonn) Karl-Heinz Zwiebler (1. DBC Bonn)                      |
| Herrendoppel | Thomas Künstler (TV Mainz-Zahlbach) Stefan Frey (TV Mainz-Zahlbach)     | Harald Klauer (1. DBC Bonn) Guido Schänzler (TTC Brauweiler 1948)       | Rolf Rüsseler (SG Siemens Erlangen) Thomas Herttrich (SG Siemens Erlangen)          |
| Damendoppel  | Kirsten Schmieder (OSC 04 Rheinhausen) Katrin Schmidt (1. PBC Neustadt) | Mechtild Hagemann (TV Mainz-Zahlbach) Cathrin Hoppe (TV Mainz-Zahlbach) | Petra Dieris-Wierichs (OSC 04 Rheinhausen) Elke Schrick (FC Langenfeld)             |
| Damendoppel  | Kirsten Schmieder (OSC 04 Rheinhausen) Katrin Schmidt (1. PBC Neustadt) | Mechtild Hagemann (TV Mainz-Zahlbach) Cathrin Hoppe (TV Mainz-Zahlbach) | Anne-Katrin Seid (SSV Ulm 1846) Elke Drews (BC Lörrach-Brombach)                    |
| Mixed        | Stefan Frey (TV Mainz-Zahlbach) Mechtild Hagemann (TV Mainz-Zahlbach)   | Volker Renzelmann (PSV Bremerhaven) Cathrin Hoppe (TV Mainz-Zahlbach)   | Ralf Rausch (FC Bayer 05 Uerdingen) Christine Skropke (FC Bayer 05 Uerdingen)       |
| Mixed        | Stefan Frey (TV Mainz-Zahlbach) Mechtild Hagemann (TV Mainz-Zahlbach)   | Volker Renzelmann (PSV Bremerhaven) Cathrin Hoppe (TV Mainz-Zahlbach)   | Michael Ferlings (FC Bayer 05 Uerdingen) Petra Dieris-Wierichs (OSC 04 Rheinhausen) |